# Jelica Pavličićová
Jelica Pavličićová (* 4. února 1954) je bývalá chorvatská atletka, sprinterka, startující za Jugoslávii.
Krátce po svých dvacetinách, v březnu 1974, se stala halovou mistryní Evropy v běhu na 400 metrů. O dva roky později v Mnichově skončila na této trati druhá. Sadu medailí z evropského halového šampionátu zkompletovala v roce 1977, kdy doběhla ve finále běhu na 400 metrů třetí.